# Jason Behr
Jason Nathaniel Behr (* 30. prosinec 1973, Minneapolis, Minnesota) je americký herec, který se proslavil rolí Maxe Evanse v seriálu Roswell, za kterou získal dvě nominace na cenu Saturn. Objevil se také ve filmech Ostrovní zprávy (2001) a Nenávist (2004). Objevil se v epizodních rolích v mnoha seriálech jako Krok za krokem, Sedmé nebe, Buffy, přemožitelka upírů, JAG, Dawsonův svět.

## Životopis
Narodil se a vyrůstal v Minnesotě. Jeho otec opustil rodinu, když mu bylo 10. V 19 letech se přestěhoval do Los Angeles. Nejdříve natočil 75 reklam, pak získal roli v seriálu Sherman Oaks, který běžel dva roky. Pak se objevil v epizodních rolích v mnoha seriálech jako Krok za krokem, Sedmé nebe, Buffy, přemožitelka upírů, JAG, Dawsonův svět. Během natáčení posledně jmenovaného se dostal ke scénáří seriálu Roswell a hned chtěl hrát Maxe Evanse. Tuto roli pak skutečně dostal a po celé tři roky existence seriálu ji hrál. Po Roswellu hrál v mnoha nezávislých filmech. Hrál také ve filmech Nenávist, Vlci, Dračí války, The Tattooist.
V říjnu roku 2019 bylo oznámeno, že si zahraje vedlejší roli v seriálu Roswell: Nové Mexiko.

## Filmografie

### Film
| Rok  | Název                          | Role              | Poznámky |
| ---- | ------------------------------ | ----------------- | -------- |
| 1998 | Městečko Pleasantville         |                   |          |
| 1999 | Zkouška dospělosti             | Campbell Farraday |          |
| 2001 | Ostrovní zprávy                | Dennis Buggit     |          |
| 2004 | Happily Even After             | Jake              |          |
| 2004 | Nenávist                       | Doug              |          |
| 2005 | Man of God                     | Ben Cohen         |          |
| 2005 | Shooting Livien                | John Livien       |          |
| 2006 | Vlci                           | Varek             |          |
| 2007 | Dračí války                    | Ethan Kendrick    |          |
| 2007 | The Tattooist                  | Jake Sawyer       |          |
| 2008 | The Last International Playboy | Jack Frost        |          |
| 2008 | Senseless                      | Elliot Gast       |          |

### Televize
| Rok       | Název                     | Role                 | Poznámky                                      |
| --------- | ------------------------- | -------------------- | --------------------------------------------- |
| 1994      | Krok za krokem            | Larry                | díly: „Rozum vs. hormony“ a „Vánoční smíření“ |
| 1995      | Sherman Oaks              | Tyler Baker          | 24 dílů                                       |
| 1996      | Modrý Pacifik             | Jack                 | díl: „Genuine Heroes“                         |
| 1996      | JAG                       | Danvers              | díl: „Přízrak“                                |
| 1997      | Případ pro Sam            | číšník               | díl: „Krize“                                  |
| 1997      | Cracker                   | Andrew Lang          | díl: „Lemmings Will Fly“                      |
| 1997      | Buffy, přemožitelka upírů | Billy 'Ford' Fordham | díl: „Lžete mi“                               |
| 1997      | Sedmé nebe                | Brian Heaz           | díl: „Buď věř, anebo si troufni“              |
| 1998      | Push                      | Dempsey Easton       | 8 dílů                                        |
| 1998-1999 | Dawsonův svět             | Chris Wolfe          | 6 dílů                                        |
| 1999-2002 | Roswell                   | Max Evans            | hlavní role, 61 dílů                          |
| 2010      | Matadors                  | Gabriel Lodari       | TV film                                       |
| 2012      | Lovci lebek               | Damien Fauntleroy    | 5 dílů                                        |

## Ocenění a nominace
| Rok  | Ocenění                | Kategorie                            | Práce           | Výsledek  |
| ---- | ---------------------- | ------------------------------------ | --------------- | --------- |
| 2000 | Cena Saturn            | Nejlepší žánrový seriálový herec     | Roswell         | nominace  |
| 2000 | Teen Choice Awards     | Nejoblíbenější seriálový herec       | Roswell         | nominace  |
| 2001 | Cena Saturn            | Nejlepší seriálový herec             | Roswell         | nominace  |
| 2001 | Teen Choice Awards     | Nejoblíbenější seriálový herec       | Roswell         | nominace  |
| 2002 | Young Hollywood Awards | Nejlepší herecký výkon mladého herce | Ostrovní zprávy | vítězství |